# 居日
居日（法語：Cugy）是瑞士联邦西部法语区的沃州下设的一个镇。在行政上属于沃州格罗区管辖。居日的总面积为2.90平方公里。截至2010年底，总人口为2,267。

## 地理
居日北以塔朗河为界。